# A magyar női labdarúgó-válogatott mérkőzései 2011-ben
A magyar női labdarúgó-válogatott 2011-ben tizenegy mérkőzésen lépett a pályára, ebből tavasszal és nyáron hat előkészítő, barátságos mérkőzés volt; ősszel öt Európa-bajnoki-selejtező mérkőzés volt.
Szövetségi edző:
- Kiss László

## Mérkőzések
| 184. mérkőzés 2011. április 13. | Szlovákia                     | 2 – 4                       | Magyarország             | Szenc Nézőszám: 200 Játékvezető: Chudá |
| 184. mérkőzés 2011. április 13. | Korytárová 4' Bartovičová 60' | 1 – 3 Részletek Jegyzőkönyv | Méry 1' 35' 57' Rácz 40' | Szenc Nézőszám: 200 Játékvezető: Chudá |

| 185. mérkőzés 2011. május 15. | Horvátország | 1 – 1                       | Magyarország | Ludbreg, NK Podravina Stadion Nézőszám: 200 Játékvezető: Franolić |
| 185. mérkőzés 2011. május 15. | Joščak 57'   | 0 – 1 Részletek Jegyzőkönyv | Szuh 23'     | Ludbreg, NK Podravina Stadion Nézőszám: 200 Játékvezető: Franolić |

| 186. mérkőzés 2011. május 17. | Magyarország | 1 – 0                       | Horvátország | Zalaegerszeg, Andráshida |
| 186. mérkőzés 2011. május 17. | Papp 12'     | 1 – 0 Részletek Jegyzőkönyv |              | Zalaegerszeg, Andráshida |

| 187. mérkőzés 2011. június 7. | Magyarország | 0 – 1                       | Kanada       | Telki Nézőszám: 150 |
| 187. mérkőzés 2011. június 7. |              | 0 – 0 Részletek Jegyzőkönyv | Matheson 87' | Telki Nézőszám: 150 |

| 188. mérkőzés 2011. augusztus 23. | Románia | 4 – 2                       | Magyarország | Arad |
| 188. mérkőzés 2011. augusztus 23. | ?       | 3 – 1 Részletek Jegyzőkönyv | Vágó 1' 46'  | Arad |

| 189. mérkőzés 2011. augusztus 25. | Románia | 2 – 0                       | Magyarország | Pécska |
| 189. mérkőzés 2011. augusztus 25. | ?       | 2 – 0 Részletek Jegyzőkönyv |              | Pécska |

| 190. mérkőzés 2011. szeptember 17. Eb-selejtező | Belgium                     | 2 – 1                       | Magyarország | Dessel Játékvezető: Alexandra Ihringova (ENG) |
| 190. mérkőzés 2011. szeptember 17. Eb-selejtező | Wullaert 43' Demoustier 85' | 1 – 0 Részletek Jegyzőkönyv | Jakabfi 81'  | Dessel Játékvezető: Alexandra Ihringova (ENG) |

| 191. mérkőzés 2011. szeptember 21. Eb-selejtező | Norvégia                                                            | 6 – 0                       | Magyarország | Oslo, Nadderud Játékvezető: Natalja Advoncsenko (RUS) |
| 191. mérkőzés 2011. szeptember 21. Eb-selejtező | Andersen 23' Herlovsen 31' 62' Lund 65' Stensland 78' Tofte Ims 89' | 2 – 0 Részletek Jegyzőkönyv |              | Oslo, Nadderud Játékvezető: Natalja Advoncsenko (RUS) |

| 192. mérkőzés 2011. október 22. Eb-selejtező | Magyarország | 0 – 1                       | Izland          | Pápa Játékvezető: Riem Hussein (GER) |
| 192. mérkőzés 2011. október 22. Eb-selejtező |              | 0 – 0 Részletek Jegyzőkönyv | Lárusdóttir 68' | Pápa Játékvezető: Riem Hussein (GER) |

| 193. mérkőzés 2011. október 27. Eb-selejtező | Bulgária | 0 – 4                       | Magyarország                          | Lovecs Játékvezető: Betina Norman (DEN) |
| 193. mérkőzés 2011. október 27. Eb-selejtező |          | 0 – 3 Részletek Jegyzőkönyv | Vágó 24' (11-esből) 33' Sipos 36' 71' | Lovecs Játékvezető: Betina Norman (DEN) |

| 194. mérkőzés 2011. november 23. Eb-selejtező | Magyarország            | 2–2                       | Észak-Írország        | Sopron Játékvezető: Ausra Kance (LTU) |
| 194. mérkőzés 2011. november 23. Eb-selejtező | Hutton 76' Tálosi 90+2' | 0–1 Részletek Jegyzőkönyv | Nelson 32' Hutton 71' | Sopron Játékvezető: Ausra Kance (LTU) |